# Hull River National Park
Hull River National Park är en park i Australien. Den ligger i delstaten Queensland, omkring 1 300 kilometer nordväst om delstatshuvudstaden Brisbane. Arean är 37 kvadratkilometer.
Trakten är glest befolkad. Närmaste större samhälle är Tully, omkring 14 kilometer väster om Hull River National Park. Genomsnittlig årsnederbörd är 1 995 millimeter. Den regnigaste månaden är februari, med i genomsnitt 509 mm nederbörd, och den torraste är augusti, med 20 mm nederbörd.